# IC 60
IC 60 је спирална галаксија у сазвјежђу Кит која се налази на листи објеката дубоког неба у Индекс каталогу.
Деклинација објекта је - 13° 21' 27" а ректасцензија 0h 56m 4,2s. Привидна величина (магнитуда) објекта IC 60 износи 15,2 а фотографска магнитуда 16,0. IC 60 је још познат и под ознакама MCG -2-3-49, NPM1G -13.0040, PGC 3324.